# 赤いりんご

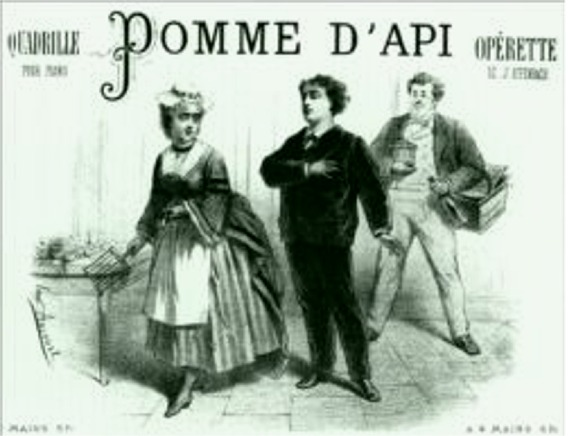
初演のポスター

『赤いりんご』（あかいりんご、フランス語:  Pomme d'Api ）は、（『紅いりんご』や『ポム・ダピ』、『りんご娘』、『かわいいりんご』とも表記される）ジャック・オッフェンバックが作曲した1幕のオペレッタで、1873年 9月4日に パリのルネサンス座にて初演された。

## 概要

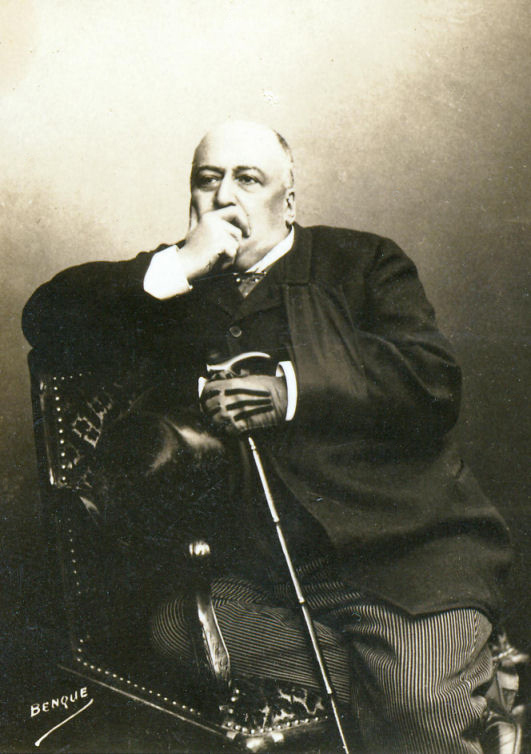
ウィリアム・ビュシュナック

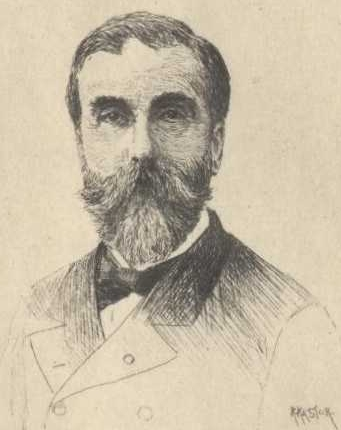
リュドヴィク・アレヴィ

オッフェンバックが得意とした1幕構成のオペレッタで、 リブレットはリュドヴィク・アレヴィとウィリアム・ビュシュナックがフランス語で作成した。オッフェンバックは享楽のフランス第二帝政 においては追い風を受けていたが、普仏戦争敗戦後の第三共和政の下では一転して逆風を受けていた。クラカウアーによれば、オッフェンバックは大作を幾つもヒットさせた後でもなお、「一連の1幕物を書き続けていたが、その発端となったのが本作であった。それによってオッフェンバックが、時代から退いたにもかかわらず、以前と同じく創造力豊かであったことが見紛いようもなく明白になった」と言うことである。永竹由幸は本作は「これほどロマンティックで美しいオペレッタがあるだろうか。話は簡単で単純そのものだが、無理に別れさせられた若い男女の気持ちの表現には、まさに絶妙なものがある」と評している。森佳子は本作について「『赤いりんご』にはそれまでの作品とは異なり、刺激的な風刺ははいっていない。どちらかと言えば、18世紀末のオペラ・コミックに回帰したようなセンチメンタルな作品で、－中略－8つの音楽ナンバーはどれも素晴らしい」と評している。『市場の婦人がた』（1859年）、『シュフルリ氏はご在宅』（Monsieur Choufleuri Restera Chez Lui Le...、1861年）などと2本立て（ダブルビル）または3本立て（トリプルビル）で上演されることが多い。日本初演は2007年 11月28日にモーツァルト劇場によって浜離宮朝日ホールにて行われた。

## 登場人物
| 人物名       | 声域              | 原語      | 役                      | 初演時のキャスト 1873年9月4日 指揮：オッフェンバック |
| ------------ | ----------------- | --------- | ----------------------- | ---------------------------------------------------- |
| カトリーヌ   | ソプラノ          | Catherine | ポム・ダピ と呼ばれる娘 | ルイーズ・テオ                                       |
| ラバスタンス | バリトン          | Rabastens | 初老の独身者            | ドブレ                                               |
| ギュスターヴ | ソプラノ テノール | Gustave   | ラバスタンの甥          | アンナ・ダルトー                                     |

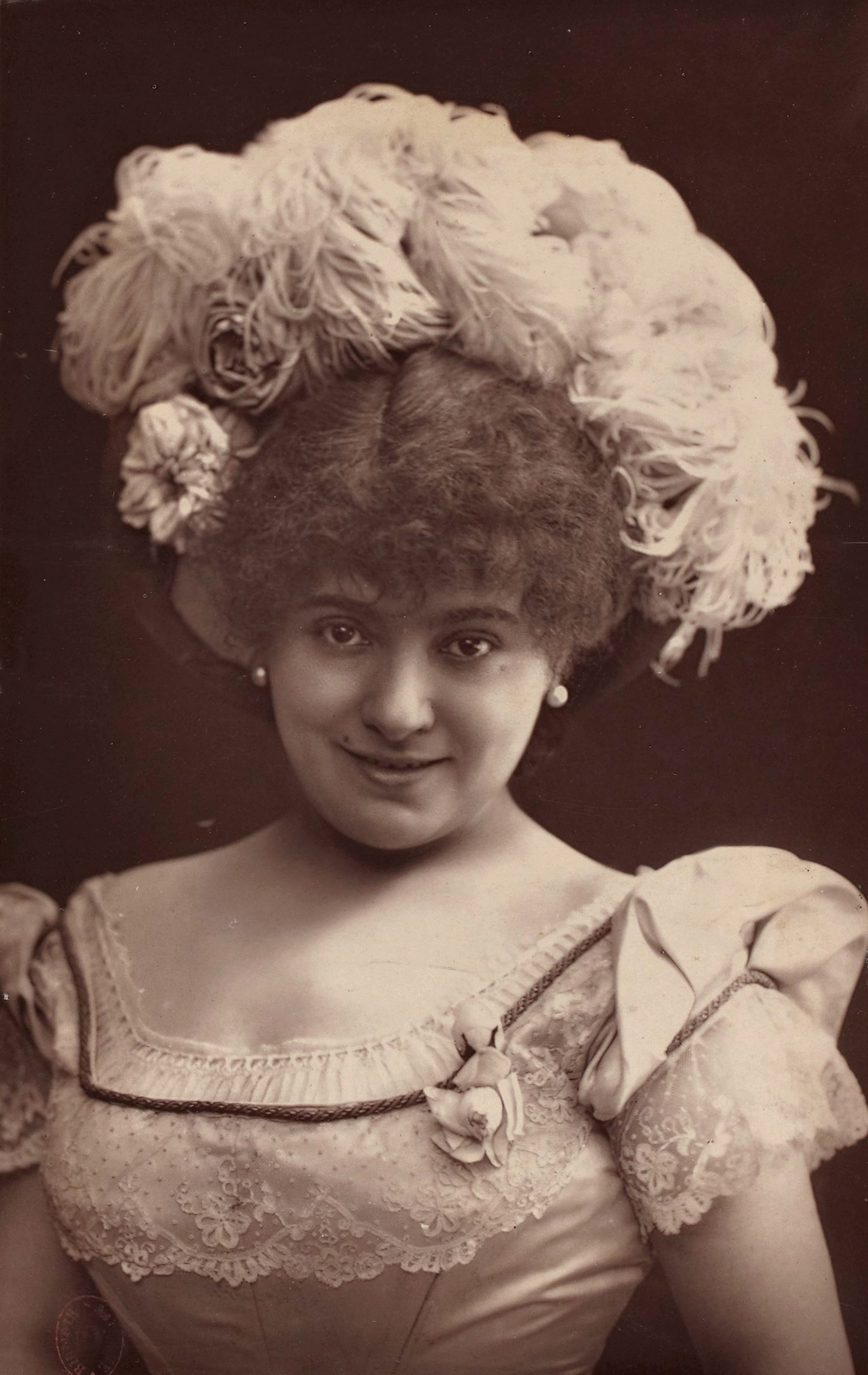
カトリーヌを演じたルイーズ・テオ

ギュスターヴ役はソプラノ(ズボン役)かテノールによって歌われる。テノールにとっては最高音三点ド(ハイC)が要求される難役。

## 上演時間
約45分

## あらすじ
時と場所：19世紀のパリ

### 全1幕
ラバスタンスの家の居間

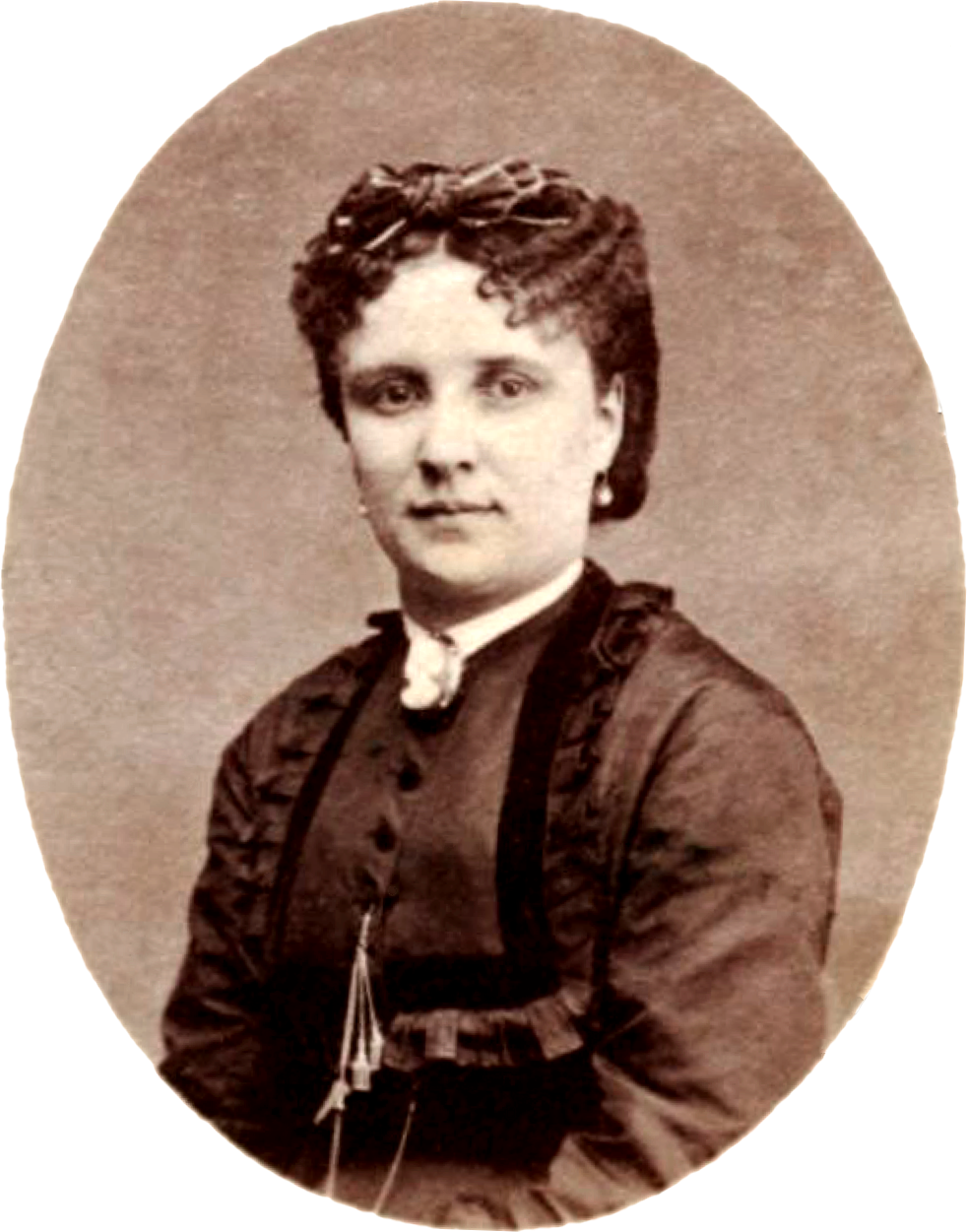
ギュスターヴを演じたダルトー

ラバスタンスは雇っていた家政婦と大喧嘩をやらかし、解雇してしまう。彼は職業紹介所に赴いて新しい家政婦の募集をかける手配を済ませてきたところなのだ。そこで、〈クプレ〉「斡旋屋は俺に尋ねた」（L’employé m’a dit）を歌い、若くてきれいで、給料が高くない女性を依頼してきたことを語る。彼はどんなに可愛い娘が来てくれるか、心待ちにしている。すると、甥のギュスターヴが泣き叫びながら訪れる。
ギュスターヴは叔父からの仕送りを止められたので、同棲していた恋人と別れることを余儀なくされて戻ってきたのだった。そして、〈クプレ〉「叔父さん、怒らないで下さい」（Mon oncle, ne vous fâchez pas）と歌う。ギュスターヴは別れた娘に相変わらず未練たらたらである。ラバスタンスは経験から言って、男女の良い関係はせいぜい３ヶ月しかもたないと説得する。そうこうしていると、カトリーヌが新しく紹介された家政婦ですと言って家に入って来る。

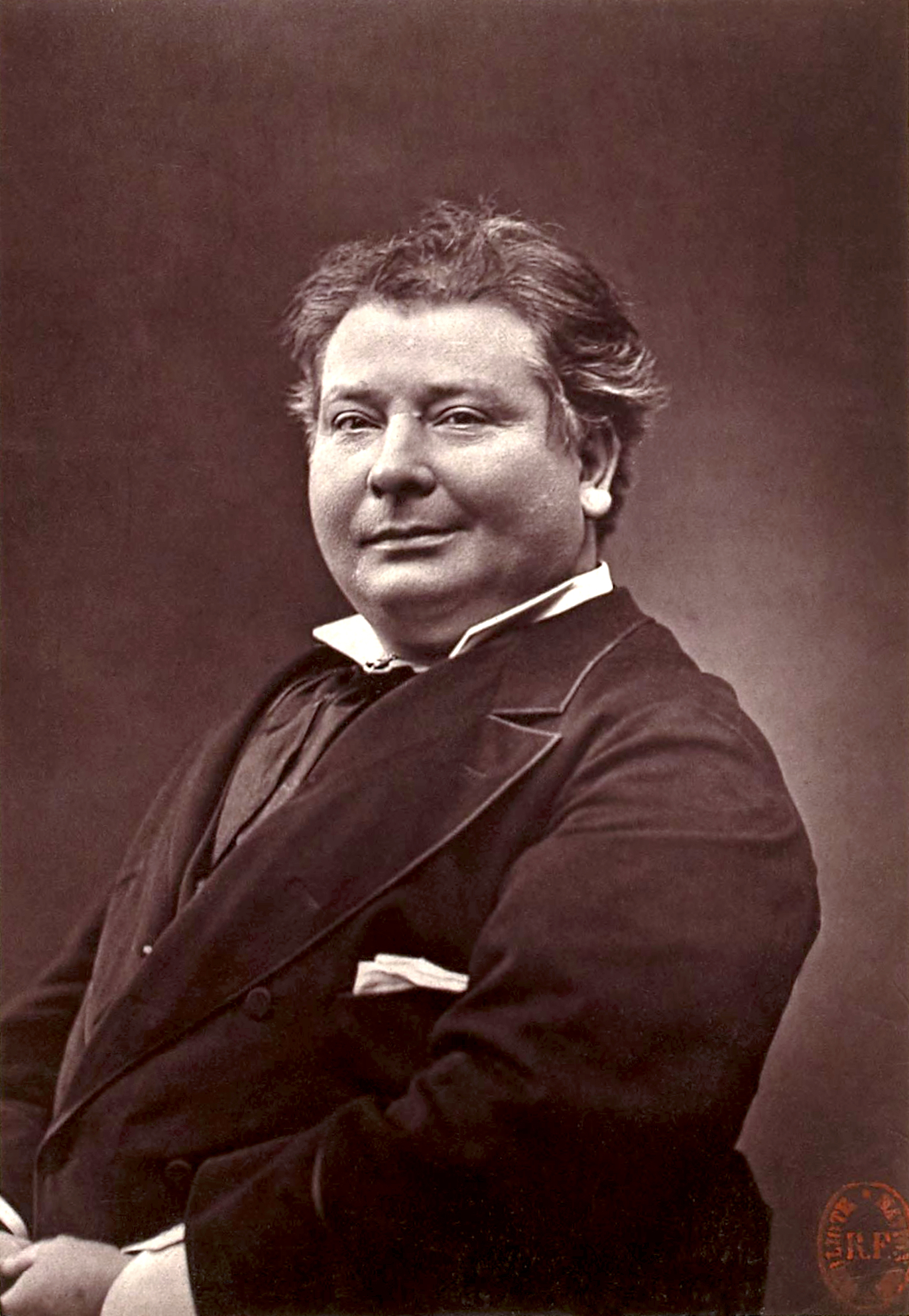
ラバスタンスを演じたドブレ

ラバスタンスは条件も合うし、可愛いので一目で気に入ってしまう。二階から泣き声が漏れ聞こえて来るので、カトリーヌが何事かと問う。ラバスタンスは甥を恋人と別れさせたので泣きわめいているのだと説明する。カトリーヌが食事の準備をしていると、ギュスターヴが台所にやって来て、カトリーヌを見て驚く。カトリーヌはギュスターヴの恋人だったのだ。ラバスタンスが買い物に出かけている隙に、ギュスターヴはカトリーヌにどうしてここにいるのかと問う。カトリーヌは今は職業紹介所から仕事をもらって働いているだけ、私たちのことはもう過去の話と冷たく語る。ギュスターヴは自分の気持ちは前と全然変わらない、相変わらず愛していると言い、静かに歌い始め、〈2重唱〉「それは日曜日の朝のことだった」（C’est un dimanche, un matin）となる。もう一度やり直そうと言うギュスターヴをカトリーヌは拒絶する。

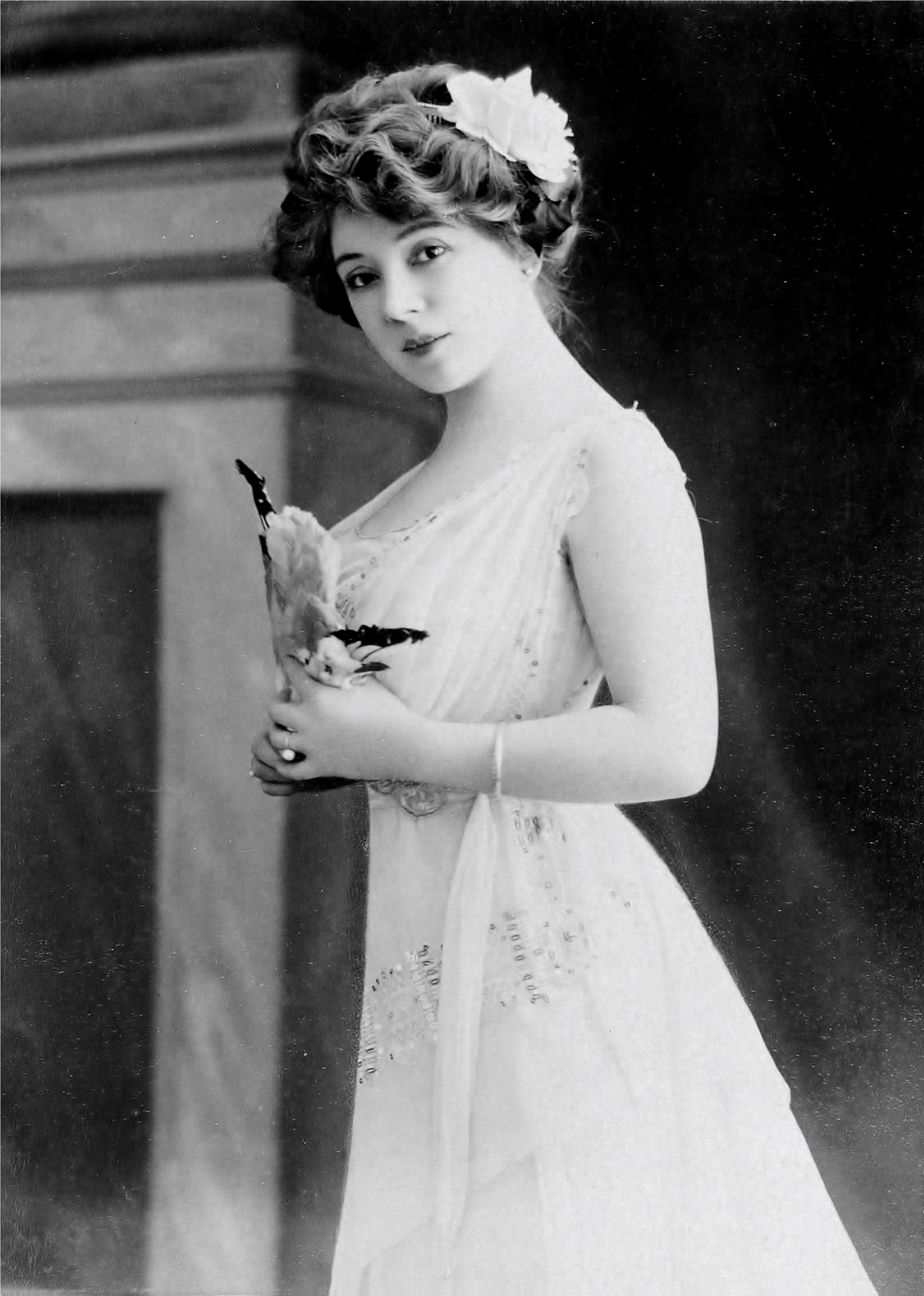
1916年の再演でカトリーヌを演じたアメリー・ディエトルル

ラバスタンスは買い物から帰るとカトリーヌに前のあなたの雇用主からの人物証明書を見せてもらっていなかったねと言う。カトリーヌは自分はこれまで働いた経験が無い、2年間恋をして同棲していたのだのだと言う。ラバスタンスはカトリーヌを食事に同席させて、身の上話の続きを聞こうとする。ラバスタンスがカトリーヌに今後はどうするつもりかと問う。
カトリーヌは以前の恋人を忘れるために新しい恋人を作りたいと〈ロンド〉「1人、2人、3人、4人、5人と男を作ります」（J’en prendrai un, deux, trois, quatr’, cinq）と歌い出す。兵隊でも、議員でも、公証人でも、農民でも、文学者でも、バリトンでも、テノールでも私を愛してくれる男をなら何でもいいと話す。
ラバスタンスは感動し、それは素晴らしい、ではまず私からどうぞと言ってキスをする。すると、ギュスターヴが割って入り、そんな破廉恥なことはダメだと怒り出す。2人は何の権利があってそんなことが言えるんだと言う。ギュスターヴは適切な反論ができずに、泣きながら家を出て行く準備をし始める。カトリーヌはギュスターヴがまだ自分を愛していることを悟って内心では喜ぶ。2人になると、ラバスタンスはカトリーヌにプロポーズする。カトリーヌはギュスターヴの意見も聞きたいと言い、家を出て行こうとするギュスターヴに相談をする。ギュスターヴは静かに〈ロマンス〉「君の心に訊いてごらん」（Consultez votre cœur,）と歌い出す。カトリーヌは自分の本当の気持ちを偽ることは出来ず、ギュスターヴへの愛情が爆発し、彼に抱きつくと熱烈にキスをする。驚愕するラバスタンスに実はカトリーヌは自分の別れた恋人だとギュスターヴが説明する。ラバスタンスは一旦は怒り出すが、こんなに良い娘なら仕方ない、結婚するなら仕送りを増やしてやろうとなる。カトリーヌは私を捨てたら「1人、2人、3人、4人、5人と男を作ります」と歌ってハッピーエンドとなる。

## 主な録音
| 年   | 配役 カトリーヌ ギュスターヴ ラバスタンス                              | 指揮者 管弦楽団 合唱団                                                                               | レーベル                 |
| ---- | ---------------------------------------------------------------------- | --- | ------------------------ |
| 1982 | マディ・メスプレ レオナルド・ペッツィーノ ジャン＝フィリップ・ラフォン | マニュエル・ロザンタール モンテカルロ・フィルハーモニー管弦楽団 ジャン・ラフォルジュ合唱アンサンブル | CD: EMI ASIN: B000VKW6IS |
| 2018 | マガリ・レジェ フロリアン・ラコニ マルク・バロー                       | ミヒャエル・アレクサンダー・ヴィレンズ ケルン・アカデミー                                            | CD: CPO ASIN: B081WPWMLQ |